# Atletisme als Jocs Olímpics d'Estiu de 2024 - 100m tanques femení
La prova de 100m tanques femenina d'Atletisme als Jocs Olímpics de París 2024 va ser la 14a edició de l'esdeveniment en unes Olimpíades. La prova es va disputar entre el 7 i el 10 d'agost del 2024 a l'Stade de France de París.
L'estatunidenca Masai Russell va guanyar la medalla d'or, després d'imposar-se a la final amb un temps de 12.33 segons. La medalla de plata, se la va endur després d'un final amb foto d'arribada, la francesa Cyréna Samba-Mayela, qui va fer un temps de 12.34 segons. Finalment, la medalla de bronze fou per la porto-riquenya Jasmine Camacho-Quinn amb un temps de 12.36 segons.
L'equip dels Estats Units és la selecció més guardonada, amb 5 medalles d'or, 4 medalles de plata i 5 medalles de bronze, en les 14 edicions que l'esdeveniment ha estat present als Jocs Olímpics. L'alemanya Johanna Schaller, l'estatunidenca Dawn Harper i l'australiana Sally McLellan, amb 1 medalla d'or i 1 medalla de plata cadascuna, són les atletes més guardonades en tota la història de la competició.

## Format
Els 100 metres tanques són una prova que consisteix en córrer la distància amb 10 tanques que s'han de superar. La competició va començar amb la fase de Heats, on hi van participar totes les atletes classificades. Les 3 primeres atletes de cada cursa es van classificar directament per les semifinals, juntament amb els 3 millors temps del còmput global mentre que la resta d'atletes van tenir una nova oportunitat per passar de rondes, en la nova fase de repesca, que es va introduir en aquesta edició olímpica. Les 2 guanyadores de les semifinals, van passar a la final, juntament amb els dos millors temps del còmput global i en aquesta darrera cursa, les 3 atletes que van quedar al capdavant, van obtenir les medalles.

## Classificació
Hi havia dues maneres de classificar-se per la prova olímpica. La forma principal fou superant la marca estàndard de classificació (que per aquesta edició eren 12.77 segons), en qualsevol prova organitzada o supervisada per la Federació Internacional d'Atletisme, entre l'1 de juliol de 2023 i el 30 de juny de 2024. A continuació es van classificar 7 atletes segons el rànquing atlètic.
| Mètode de classificació  | Places | País          | Atleta classificada   |
| ------------------------ | ------ | ------------- | --------------------- |
| Marca estàndard - 12.77" | 3      | Bahames       | Devynne Charlton      |
| Marca estàndard - 12.77" | 3      | Bahames       | Denisha Cartwright    |
| Marca estàndard - 12.77" | 3      | Bahames       | Charisma Taylor       |
| Marca estàndard - 12.77" | 3      | Estats Units  | Alaysha Johnson       |
| Marca estàndard - 12.77" | 3      | Estats Units  | Masai Russell         |
| Marca estàndard - 12.77" | 3      | Estats Units  | Grace Stark           |
| Marca estàndard - 12.77" | 3      | Jamaica       | Janeek Brown          |
| Marca estàndard - 12.77" | 3      | Jamaica       | Ackera Nugent         |
| Marca estàndard - 12.77" | 3      | Jamaica       | Danielle Williams     |
| Marca estàndard - 12.77" | 2      | Finlàndia     | Lotta Harala          |
| Marca estàndard - 12.77" | 2      | Finlàndia     | Reetta Hurske         |
| Marca estàndard - 12.77" | 2      | França        | Laeticia Bapté        |
| Marca estàndard - 12.77" | 2      | França        | Cyréna Samba-Mayela   |
| Marca estàndard - 12.77" | 2      | Països Baixos | Maayke Tjin-A-Lim     |
| Marca estàndard - 12.77" | 2      | Països Baixos | Nadine Visser         |
| Marca estàndard - 12.77" | 2      | Xina          | Wu Yanni              |
| Marca estàndard - 12.77" | 2      | Xina          | Lin Yuwei             |
| Marca estàndard - 12.77" | 1      | Austràlia     | Michelle Jenneke      |
| Marca estàndard - 12.77" | 1      | Canadà        | Mariam Abdul-Rashid   |
| Marca estàndard - 12.77" | 1      | Equador       | Maribel Caicedo       |
| Marca estàndard - 12.77" | 1      | Eslovàquia    | Viktória Forster      |
| Marca estàndard - 12.77" | 1      | Haití         | Emelia Chatfield      |
| Marca estàndard - 12.77" | 1      | Hongria       | Luca Kozák            |
| Marca estàndard - 12.77" | 1      | Irlanda       | Sarah Lavin           |
| Marca estàndard - 12.77" | 1      | Japó          | Mako Fukube           |
| Marca estàndard - 12.77" | 1      | Libèria       | Ebony Morrison        |
| Marca estàndard - 12.77" | 1      | Nigèria       | Tobi Amusan           |
| Marca estàndard - 12.77" | 1      | Polònia       | Pia Skrzyszowska      |
| Marca estàndard - 12.77" | 1      | Puerto Rico   | Jasmine Camacho-Quinn |
| Marca estàndard - 12.77" | 1      | Regne Unit    | Cindy Sember          |
| Marca estàndard - 12.77" | 1      | Sud-àfrica    | Marione Fourie        |
| Marca estàndard - 12.77" | 1      | Suïssa        | Ditaji Kambundji      |
| Marca estàndard - 12.77" | 1      | Veneçuela     | Yoveinny Mota         |
| Rànquing atlètic         | 2      | Austràlia     | Liz Clay              |
| Rànquing atlètic         | 2      | Austràlia     | Celeste Mucci         |
| Rànquing atlètic         | 1      | Canadà        | Michelle Harrison     |
| Rànquing atlètic         | 1      | Hongria       | Gréta Kerekes         |
| Rànquing atlètic         | 1      | Índia         | Jyothi Yarraji        |
| Rànquing atlètic         | 1      | Japó          | Yumi Tanaka           |
| Rànquing atlètic         | 1      | Madagascar    | Sidonie Fiadanantsoa  |

## Rècords
Abans de la prova, els rècords eren els següents:
| Rècord             | Atleta                | Temps | Lloc         | Data                  |
| ------------------ | --------------------- | ----- | ------------ | --------------------- |
| Rècord del Món     | Tobi Amusan           | 12.12 | Eugene       | 24 de juliol de 2022  |
| Rècord Olímpic     | Jasmine Camacho-Quinn | 12.26 | Tòquio       | 1 d'agost de 2021     |
| Rècord Àfrica      | Tobi Amusan           | 12.12 | Eugene       | 24 de juliol de 2022  |
| Rècord Àsia        | Olga Xixíguina        | 12.44 | Lucerna      | 27 de juny de 1995    |
| Rècord Europa      | Yordanka Donkova      | 12.21 | Stara Zagora | 20 d'agost de 1998    |
| Rècord NACAC       | Kendra Harrison       | 12.20 | Londres      | 22 de juliol de 2016  |
| Rècord Oceania     | Sally Pearson         | 12.28 | Daegu        | 3 de setembre de 2011 |
| Rècord Sud-amèrica | Maribel Caicedo       | 12.49 | Fayetteville | 23 de maig de 2024    |

## Competició

### 1a ronda
La ronda preliminar es va disputar el 7 d'agost del 2024 a partir de les 10:15h. Es van classificar les 3 primeres de cada sèrie i els 3 millor temps del còmput general. La resta de corredores que van acabar la prova, van passar a la ronda de repesca.

#### Sèrie 1
| Posició | Atleta               | País          | Temps   |
| ------- | -------------------- | ------------- | ------- |
| 1       | Tobi Amusan          | Nigèria       | 12.49 Q |
| 2       | Alaysha Johnson      | Estats Units  | 12.61 Q |
| 3       | Janeek Brown         | Jamaica       | 12.84 Q |
| 4       | Mako Fukube          | Japó          | 12.85 q |
| 5       | Sidonie Fiadanantsoa | Madagascar    | 12.92   |
| 6       | Wu Yanni             | Xina          | 12.97   |
| 7       | Maayke Tjin-A-Lim    | Països Baixos | 12.98   |
| 8       | Maribel Caicedo      | Equador       | 13.05   |

#### Sèrie 2
| Posició | Atleta                | País        | Temps   |
| ------- | --------------------- | ----------- | ------- |
| 1       | Jasmine Camacho-Quinn | Puerto Rico | 12.42 Q |
| 2       | Cindy Sember          | Regne Unit  | 12.72 Q |
| 3       | Pia Skrzyszowska      | Polònia     | 12.82 Q |
| 4       | Denisha Cartwright    | Bahames     | 12.89   |
| 5       | Yumi Tanaka           | Japó        | 12.90   |
| 6       | Ebony Morrison        | Libèria     | 12.93   |
| 7       | Celeste Mucci         | Austràlia   | 13.05   |
| 8       | Emelia Chatfield      | Haití       | 13.06   |

#### Sèrie 3
| Posició | Atleta              | País          | Temps   |
| ------- | ------------------- | ------------- | ------- |
| 1       | Masai Russell       | Estats Units  | 12.53 Q |
| 2       | Nadine Visser       | Països Baixos | 12.53 Q |
| 3       | Cyréna Samba-Mayela | França        | 12.56 Q |
| 4       | Charisma Taylor     | Bahames       | 12.78 q |
| 5       | Mariam Abdul-Rashid | Canadà        | 12.80 q |
| 6       | Reetta Hurske       | Finlàndia     | 12.96   |
| 7       | Gréta Kerekes       | Hongria       | 13.50   |
| 8       | Michelle Jenneke    | Austràlia     | 20.85   |

#### Sèrie 4
| Posició | Atleta            | País       | Temps   |
| ------- | ----------------- | ---------- | ------- |
| 1       | Danielle Williams | Jamaica    | 12.59 Q |
| 2       | Sarah Lavin       | Irlanda    | 12.73 Q |
| 3       | Ditaji Kambundji  | Suïssa     | 12.81 Q |
| 4       | Marione Fourie    | Sud-àfrica | 12.91   |
| 5       | Laeticia Bapté    | França     | 13.04   |
| 6       | Luca Kozák        | Hongria    | 13.11   |
| 7       | Jyothi Yarraji    | Índia      | 13.16   |
| 8       | Yoveinny Mota     | Veneçuela  | DQ      |

#### Sèrie 5
| Posició | Atleta            | País         | Temps   |
| ------- | ----------------- | ------------ | ------- |
| 1       | Ackera Nugent     | Jamaica      | 12.65 Q |
| 2       | Devynne Charlton  | Bahames      | 12.71 Q |
| 3       | Grace Stark       | Estats Units | 12.72 Q |
| 4       | Liz Clay          | Austràlia    | 12.94   |
| 5       | Lotta Harala      | Finlàndia    | 12.97   |
| 6       | Viktória Forster  | Eslovàquia   | 13.08   |
| 7       | Lin Yuwei         | Xina         | 13.24   |
| 8       | Michelle Harrison | Canadà       | 13.40   |

### Ronda de repesca
La ronda de repesca es va disputar el 8 d'agost de 2024 a partir de les 10.35h. Hi van participar totes les atletes que van acabar la 1a ronda, però no van aconseguir classificar-se directament. Es van classificar les 2 millors de cada sèrie.

#### Sèrie 1
| Posició | Atleta            | País          | Temps   |
| ------- | ----------------- | ------------- | ------- |
| 1       | Marione Fourie    | Sud-àfrica    | 12.79 Q |
| 2       | Maayke Tjin-A-Lim | Països Baixos | 12.87 Q |
| 3       | Viktória Forster  | Eslovàquia    | 12.88   |
| 4       | Jyothi Yarraji    | Índia         | 13.17   |
| 5       | Gréta Kerekes     | Hongria       | 13.20   |
| 6       | Emelia Chatfield  | Haití         | 13.24   |
| 7       | Michelle Jenneke  | Austràlia     | 13.86   |

#### Sèrie 2
| Posició | Atleta            | País      | Temps   |
| ------- | ----------------- | --------- | ------- |
| 1       | Ebony Morrison    | Libèria   | 12.82 Q |
| 2       | Maribel Caicedo   | Equador   | 12.83 Q |
| 3       | Reetta Hurske     | Finlàndia | 12.83   |
| 4       | Laeticia Bapté    | França    | 12.92   |
| 5       | Celeste Mucci     | Austràlia | 13.00   |
| 6       | Lin Yuwei         | Xina      | 13.13   |
| 7       | Michelle Harrison | Canadà    | 13.30   |

#### Sèrie 3
| Posició | Atleta               | País       | Temps   |
| ------- | -------------------- | ---------- | ------- |
| 1       | Lotta Harala         | Finlàndia  | 12.85 Q |
| 2       | Yumi Tanaka          | Japó       | 12.89 Q |
| 3       | Luca Kozák           | Hongria    | 12.96   |
| 4       | Wu Yanni             | Xina       | 12.98   |
| 5       | Liz Clay             | Austràlia  | 12.99   |
| 6       | Sidonie Fiadanantsoa | Madagascar | 13.12   |
| 7       | Denisha Cartwright   | Bahames    | 13.45   |

### Semifinals
Les semifinals es van disputar el 9 d'agost del 2024 a partir de les 12:05h. Es classificaven per la final, les 2 millors de cada sèrie i els 2 millors temps del còmput general.

#### Semifinal 1
| Posició | Atleta              | País         | Temps    |
| ------- | ------------------- | ------------ | -------- |
| 1       | Grace Stark         | Estats Units | 12.39 Q  |
| 2       | Devynne Charlton    | Bahames      | 12.50 Q  |
| 3       | Tobi Amusan         | Nigèria      | 12.55    |
| 4       | Pia Skrzyszowska    | Polònia      | 12.55    |
| 5       | Mariam Abdul-Rashid | Canadà       | 12.60 PB |
| 6       | Danielle Williams   | Jamaica      | 12.82    |
| 7       | Yumi Tanaka         | Japó         | 12.91    |
| 8       | Ebony Morrison      | Libèria      | DQ       |

#### Semifinal 2
| Posició | Atleta           | País          | Temps    |
| ------- | ---------------- | ------------- | -------- |
| 1       | Alaysha Johnson  | Estats Units  | 12.34 Q  |
| 2       | Nadine Visser    | Països Baixos | 12.43 Q  |
| 3       | Charisma Taylor  | Bahames       | 12.63 PB |
| 4       | Maribel Caicedo  | Equador       | 12.67    |
| 5       | Ditaji Kambundji | Suïssa        | 12.68    |
| 6       | Sarah Lavin      | Irlanda       | 12.69    |
| 7       | Janeek Brown     | Jamaica       | 12.92    |
| 8       | Lotta Harala     | Finlàndia     | 13.05    |

#### Semifinal 3
| Posició | Atleta                | País          | Temps   |
| ------- | --------------------- | ------------- | ------- |
| 1       | Jasmine Camacho-Quinn | Puerto Rico   | 12.35 Q |
| 2       | Masai Russell         | Estats Units  | 12.42 Q |
| 3       | Ackera Nugent         | Jamaica       | 12.44 q |
| 4       | Cyréna Samba-Mayela   | França        | 12.52 q |
| 5       | Mako Fukube           | Japó          | 12.89   |
| 6       | Marione Fourie        | Sud-àfrica    | 13.01   |
| 7       | Maayke Tjin-A-Lim     | Països Baixos | 13.03   |
| 8       | Cindy Sember          | Regne Unit    | DNF     |

### Final
La final es va disputar el 10 d'agost del 2024 a les 19:35h.
| Posició | Atleta                | País          | Temps |
| ------- | --------------------- | ------------- | ----- |
| 1       | Masai Russell         | Estats Units  | 12.33 |
| 2       | Cyréna Samba-Mayela   | França        | 12.34 |
| 3       | Jasmine Camacho-Quinn | Puerto Rico   | 12.36 |
| 4       | Nadine Visser         | Països Baixos | 12.43 |
| 5       | Grace Stark           | Estats Units  | 12.43 |
| 6       | Devynne Charlton      | Bahames       | 12.56 |
| 7       | Alaysha Johnson       | Estats Units  | 12.93 |
| 8       | Ackera Nugent         | Jamaica       | DNF   |

## Medaller històric
| Posició | País                | Or | Argent | Bronze | Total |
| ------- | ------------------- | -- | ------ | ------ | ----- |
| 1       | Estats Units        | 5  | 4      | 5      | 14    |
| 2       | Alemanya de l'Est   | 2  | 2      | 1      | 5     |
| 3       | URSS                | 1  | 1      | 1      | 3     |
| 4       | Austràlia           | 1  | 1      | 0      | 2     |
| 5       | Bulgària            | 1  | 0      | 1      | 2     |
| 5       | Puerto Rico         | 1  | 0      | 1      | 2     |
| 7       | Kazakhstan          | 1  | 0      | 0      | 1     |
| 7       | Suècia              | 1  | 0      | 0      | 1     |
| 7       | Grècia              | 1  | 0      | 0      | 1     |
| 10      | França              | 0  | 1      | 2      | 3     |
| 11      | Nigèria             | 0  | 1      | 0      | 1     |
| 11      | Eslovènia           | 0  | 1      | 0      | 1     |
| 11      | Regne Unit          | 0  | 1      | 0      | 1     |
| 11      | Romania             | 0  | 1      | 0      | 1     |
| 11      | Ucraïna             | 0  | 1      | 0      | 1     |
| 16      | Jamaica             | 0  | 0      | 1      | 1     |
| 16      | Canadà              | 0  | 0      | 1      | 1     |
| 16      | Alemanya Occidental | 0  | 0      | 1      | 1     |
| 16      | Polònia             | 0  | 0      | 1      | 1     |